# Généralités sur les machines électriques
Le but de cette page est d'expliquer et de démontrer comment une machine électrique fonctionne et produit un couple.

## Circuit statique
Soit un circuit magnétique entouré par un bobinage comportant N spires alimenté par une tension {\displaystyle u\,}.
On note {\displaystyle \varphi \,} le flux par spire et {\displaystyle \Phi =N\varphi \,} le flux total embrassé par la bobine.
On peut faire le schéma électrique équivalent suivant  avec une résistance R qui symbolise les pertes dans les câbles et une fem {\displaystyle e={d\Phi  \over dt}\,} voir Loi de Lenz.
donc on peut écrire : 
{\displaystyle u=Ri+{d\Phi  \over dt}\,}
En multipliant cette équation par {\displaystyle idt\,} on obtient :
{\displaystyle u.i.dt=R.i^{2}.dt+N.i.d\varphi \,}

## Bilan des énergies
Donc on alimente un circuit magnétique avec une tension u, le circuit consomme une puissance We, on obtient de la chaleur W_th (les câbles chauffent) et le reste est de l'énergie magnétique. 
donc {\displaystyle dW_{e}=dW_{th}+dW_{m}\,}
Reprenons la formule plus haut {\displaystyle u.i.dt=R.i^{2}.dt+N.i.d\varphi \,} 
On peut identifier {\displaystyle dW_{e}=u.i.dt\,} la puissance consommée et {\displaystyle dW_{th}=R.i^{2}.dt\,} les pertes thermiques.
Par identification on en déduit que {\displaystyle dW_{m}=Nid\varphi \,}. Donc :
{\displaystyle W_{m}=\int {Nid\varphi }\,}
Si on considère que le circuit est indéformable alors {\displaystyle dS=0\,}
avec {\displaystyle S\,} = surface délimitée par le circuit.
{\displaystyle \varphi =B.S\Rightarrow d\varphi =S.dB+dS.B\Rightarrow dW_{m}=N.i.S.dB\,}
{\displaystyle Ni=\int {H.dl}=Hl}
donc on en déduit {\displaystyle dW_{m}=H.l.S.dB=H.dB.V\,} avec {\displaystyle V=l.S=\,}Volume
donc {\displaystyle W_{m}=\int {H.dB.V}}
Cas linéaire : On considère que le matériau est non saturé.
donc {\displaystyle \Phi =Li\,} et {\displaystyle B=\mu .H\,}

{\displaystyle W_{m}={\frac {1}{2}}.\Phi .i\,} si {\displaystyle \Phi =L.i\,} alors {\displaystyle W_{m}={\frac {1}{2}}.L.i^{2}}
{\displaystyle {\frac {W_{m}}{V}}={\frac {1}{2}}.B.H={\frac {1}{2}}.\mu .H^{2}={\frac {B^{2}}{2\mu }}}
on pose {\displaystyle W_{m}+W'_{m}=\Phi .i=N.\varphi .i\,} avec :
- {\displaystyle W_{m}\,}= énergie magnétique
- {\displaystyle W'_{m}\,}= co-énergie

dans le cas linéaire = {\displaystyle W_{m}=W'_{m}=\Phi .i/2\,}

## Circuit déformable ou dynamique
Comme le circuit est en mouvement, on a de l'énergie mécanique en plus de l'énergie thermique et l'énergie magnétique.
Donc : {\displaystyle dW_{e}=dW_{th}+dW_{meca}+dW_{m}\,}, avec :
- {\displaystyle dW_{e}=u.i.dt=(Ri+N{\frac {d\varphi }{dt}}).i.dt=R.i^{2}.dt+N.i.d\varphi \,}
- {\displaystyle dWth=R.i^{2}.dt\,}
- {\displaystyle dW_{meca}=F.dx\,} (déplacement linéaire) ou {\displaystyle dW_{meca}=C.d\theta \,} (rotation)

De plus on néglige les pertes fer et les frottements.
donc on obtient :
{\displaystyle R.i.dt+N.i.d\varphi =Fdx+dW_{m}\,}
{\displaystyle F=(-{\frac {dW_{m}}{dt}})\varphi =cste\,}
comme {\displaystyle W_{n}+W'_{m}=\varphi .N.i\,}